# NGC 2495
NGC 2495 este o galaxie spirală situată în constelația Linxul. A fost descoperită în 14 februarie 1855 de către William Parsons, 3rd Earl of Rosse⁠(d).